# كريستوفر جي. تورنر
كريستوفر جي. تورنر هو دبلوماسي وسياسي بريطاني، ولد في 17 أغسطس 1933 في لندن في المملكة المتحدة، وتوفي في 30 أكتوبر 2014 في ونشستر في المملكة المتحدة. انتخب حاكم  مونتسرات ‏.